# Alte Kantorschule Cuxhaven

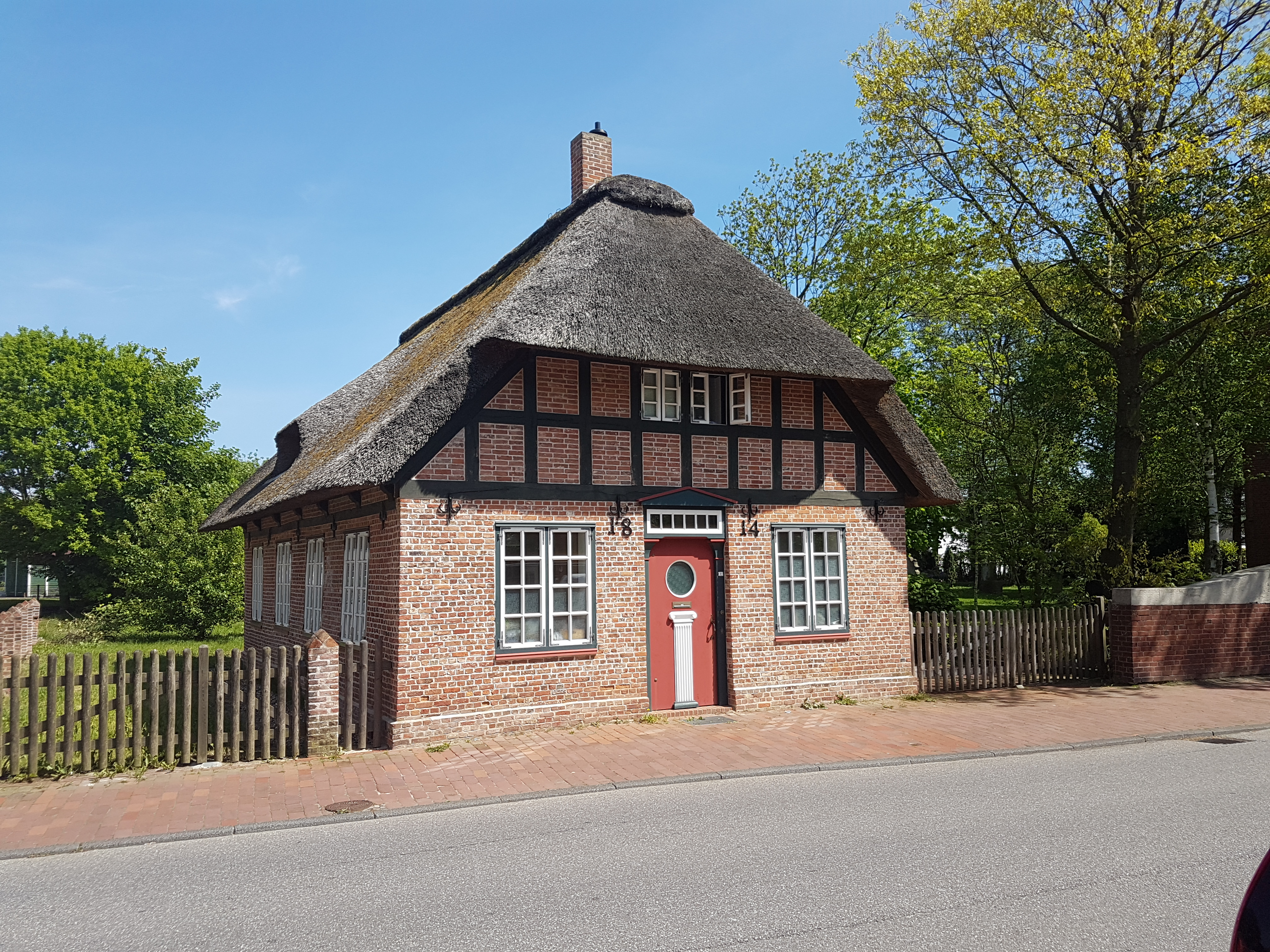
Alte Kantorschule

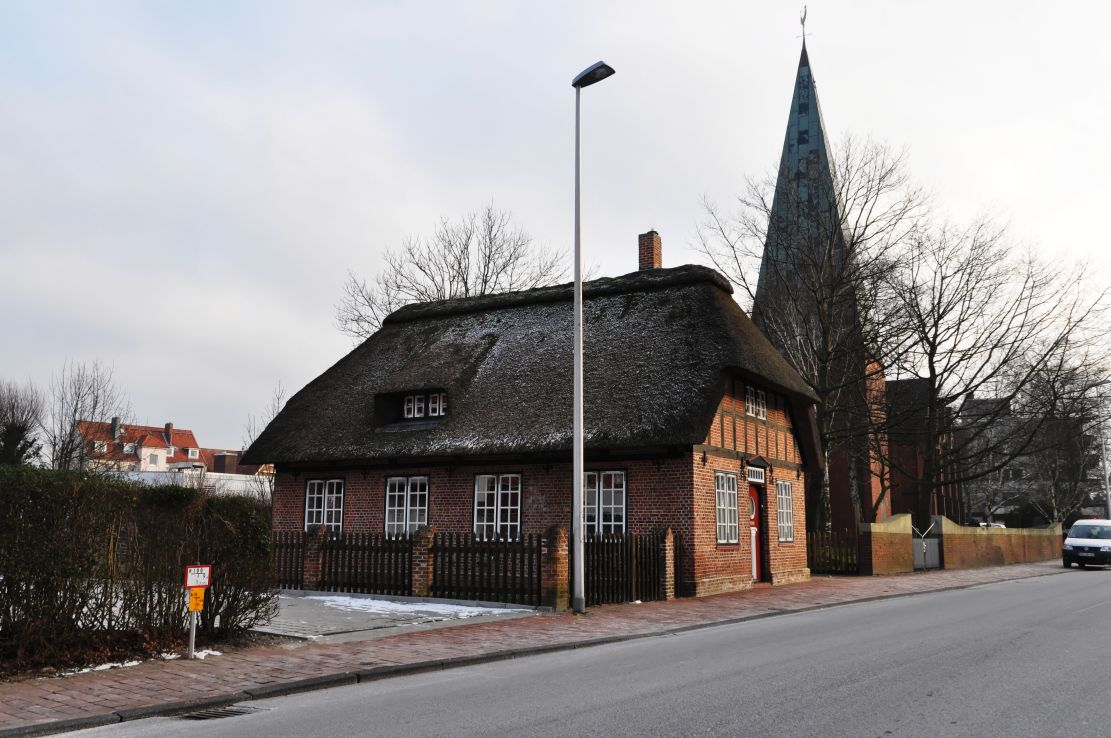
Haus und Kirche

Die  Alte Kantorschule Cuxhaven in Cuxhaven - Döse, Steinmarner Straße 2, steht unter niedersächsischem Denkmalschutz und ist in der Liste der Baudenkmale der Außenbezirke der Stadt Cuxhaven enthalten.

## Geschichte
1549 wurde in Döse erstmals ein Küster angestellt, der für die Kirche und für die Erziehung der
Kinder zu sorgen hatte. Danach entstand eine wohl nicht überlieferte Kantorschule am Kantorweg.
Das eingeschossige verklinkerte Schulgebäude von 1814 mit einem reetgedeckten Krüppelwalmdach wurde im Auftrag des Hamburger Amtmanns von Ritzebüttel Amandus Abendroth in der Bauepoche des Klassizismus erbaut. Es steht direkt neben dem Friedhof und der Kirche St. Gertrud, damals ein Fachwerkbau. 1836 wurden an der kirchlichen Schule 136 Schüler unterrichtet.  

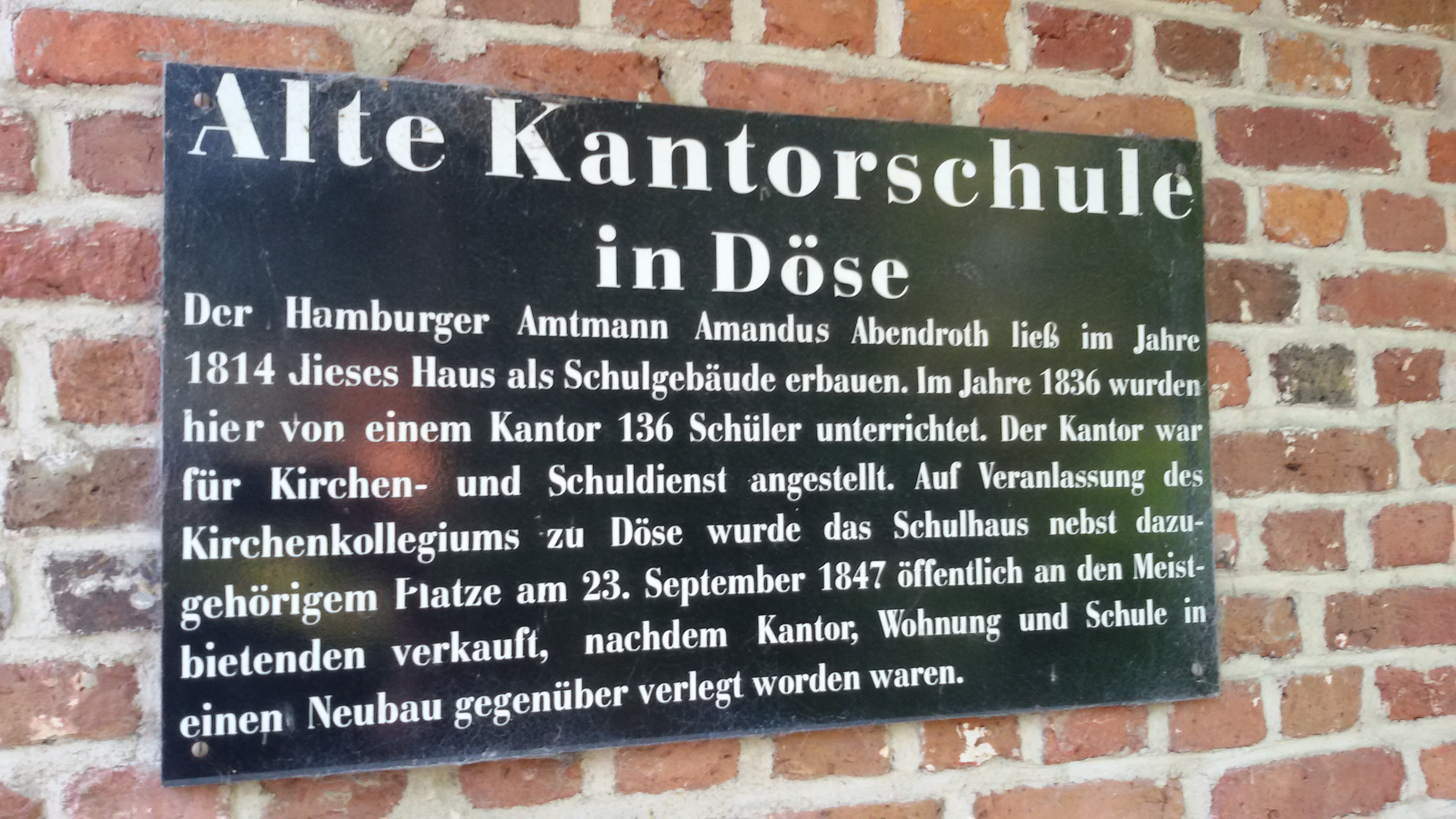
Schild

Das Kirchenkollegium verkaufte 1847 über eine Versteigerung das Haus. Zuvor waren Kantor und Schule in einen gegenüberliegenden Neubau umgezogen.
 
 
Bekannt wurde Johannes Meyer, seit 1898 der Schulkantor und von 1905 bis 1930 Rektor der Schule in Döse. Durch ihn wurde das alte Gebäude wieder bekannter.
Heute (2020) wird das 2019 sanierte Haus als Ferienhaus Alte Kantorschule genutzt.